# دی‌وی‌دی‌ساز ویندوز
دی‌وی‌دی‌ساز ویندوز یا ویندوز دی‌وی‌دی میکر (به انگلیسی: Windows DVD Maker) یک برنامه کاربردی موجود در برخی نسخه‌های ویندوز ویستا و ویندوز ۷ است که کاربر با کمک آن می‌تواند به ایجاد فیلم‌های دی‌وی‌دی قابل مشاهده در پخش‌کننده دی‌وی‌دی بپردازد.
این برنامه در ویندوز ۸ وجود ندارد.
این نرم‌افزار می‌تواند این امکان را به کاربر بدهد که با استفاده از قابلیت پیش‌نمایش تعاملی، دی‌وی‌دی را پیش از ساخت، مانند هنگامی که ساخته شده‌است مشاهده کند. 